# 석남미술문화재단
석남미술문화재단은 미술문화창달로 국민정신문화 향상에 기여하기 위하여 1989년 2월 9일 설립된 문화체육관광부 소관의 재단법인이다. 사무실은 서울특별시 마포구 백범로 169-23 (공덕동)에 있다.

## 주요 사업
- 미술문화발전 공적자 시상
- 미술전시회 개최 및 출판사업
- 미술장학금, 큐레이터 해외연수 및 연구비 지급
- 학술, 문화, 교육단체 지원